# Posmrtná ztuhlost
Posmrtná ztuhlost (latinsky rigor mortis) je označení pro změny, ke kterým dochází v mrtvém těle krátce po smrti. Tyto změny mají chemický původ – jejich primární příčinou je vyčerpání zásob ATP a únik vápenatých kationtů ze sarkoplazmatického retikula. Výsledkem je nejprve ochabnutí a posléze ztuhnutí svalů, ke kterému dochází po 1–6 hodinách, plně vyvinutý pak rigor mortis bývá až po 12–36 hodinách po smrti. Obvykle nastupuje nejdříve v obličejové části. Posmrtná ztuhlost je patrná při zevní prohlídce, kdy končetiny již nelze ohýbat v kloubech. K „násilnému rozrušení“ ztuhlosti dojde většinou při manipulaci s tělem. Stane-li se tak 6–8 hodin po smrti, ztuhlost se již neobjeví. Při rozrušení do 6 hodin po smrti se může ještě vyvinout, ale ne už v takové intenzitě.
Rychlost nástupu posmrtné ztuhlosti závisí na teplotě, nízká teplota jej zpomaluje, vyšší zrychluje.
V důsledku především autolytických a hnilobných změn ztuhlost začne pomíjet asi za 2 dny a obvykle za 3–4 dny zmizí úplně. Při teplotách kolem 20 stupňů Celsia začíná pomíjet asi za 36–48 hodin po smrti. Při nižších teplotách naopak může trvat více dnů i týdnů. Při vysokých teplotách kolem 30–40 stupňů Celsia začíná posmrtná ztuhlost už asi za 30 minut po smrti, je plně vyznačena již za 2 hodiny a rychleji také mizí.
Posmrtná ztuhlost je jednou z jistých známek smrti, lze podle ní odhadovat dobu smrti a je tedy předmětem zájmu mj. soudních lékařů.